# Haeng Ung Lee
Haeng Ung Lee (Manchuria, China, 20 de julio de 1936 – Little Rock, Arkansas 5 de octubre de 2000) fue el cofundador y el primer Gran Maestro ("Grand Master") de la Asociación Americana de Taekwondo (ATA). Asimismo, desde su muerte, es conocido como el "Eternal Grand Master" (Gran Maestro Eterno). Cabe destacar que escribió once tomos del libro The Way of Traditional Taekwondo.

## ATA
La ATA es una de las asociaciones de taekwondo principales de los Estados Unidos, junto con afiliados internacionales como la World Traditional Taekwondo Union (WTFU) y la Federación de Taekwondo Songahm (STF, de Sudamérica actualmente  unificada a ATA)./> Cabe mencionar que esta dispone e aproximadamente 350.000 miembros, convirtiéndola en una de las organizaciones de artes marciales más grandes del mundo.

## Biografía
Poco después de la Segunda Guerra Mundial, él y su familia se mudaron a Corea. Allí, con tan solo 17 años, comenzó a practicar artes marciales. Lee progresó rápidamente, obteniendo su cinturón negro de primer grado sólo un año después. Al graduarse de la escuela secundaria en 1956, se unió al Ejército de la República de Corea como instructor de artes marciales para el personal de inteligencia. Después de que su mandato de tres años en el ejército culminó (1959), Lee fundó una escuela privada de Taekwondo en Osan, Corea del Sur. Esta escuela se expandió para incluir varias sucursales, incluyendo una localizada en la base de la Fuerza Aérea de los Estados Unidos en Osan. Uno de los soldados-estudiantes de Lee en la base, Richard Robert Reed, se convirtió en uno de sus mejores compañeros.
La amistad de Lee con Reed resultó en la inmigración del primero a los Estados Unidos en 1962. Cuando terminó el servicio de Reed en la fuerza aérea, Lee lo acompañó a dicho país, donde pronto fundaron una escuela de Taekwondo en Omaha, Nebraska.
En 1969, fundó la Asociación Americana de Taekwondo, conocida por sus iniciales ATA. En 1973, el mismo año en que obtuvo la ciudadanía estadounidense, publicó un manual del instructor para asegurar la calidad de sus desempeños en las escuelas. Los futuros instructores debían completar un curso riguroso que incluía exámenes físicos y escritos antes de obtener sus certificaciones. Además de estandarizar la instrucción, la ATA también ofreció orientación de mercadeo para sus miembros con el fin de presentar una imagen consistente al público. Citando similitudes geográficas con su tierra natal de Corea (debido a sus montañas y colinas), decidió trasladar la sede de la ATA de Omaha a Little Rock en 1977, donde ha permanecido desde entonces.
En 1975, se casó con Sun Cha Lee, con quien tuvo cuatro hijos.
En 1983, introdujo su propia versión de taekwondo, llamada Songahm. Songahm, que significa "Templo al pino". Vale destacar, que Lee obtuvo su cinturón negro de noveno dan, junto con el título de "Gran Maestro", en 1990. (Hasta 2015, en la ATA, sólo podía existir un gran maestro en un momento dado, y ese individuo es considerado el líder de la asociación. En 1992, este comenzó a publicar una serie de libros titulados The Way of Traditional Taekwondo (El camino del Taekwondo Tradicional) para promover su estilo particular.
La ATA ha tenido un tremendo impacto en el área de Little Rock. En 1990, la organización comenzó a celebrar sus Campeonatos Mundiales anuales en la capital del estado de Arkansas. De acuerdo esta asociación, este evento atrae anualmente a aproximadamente 6.000 competidores (en 2018 fueron 20.000) y 20.000 espectadores, resultando en un impacto económico promedio de $3.5 millones para el Condado de Pulaski cada año. Lee fue muy activo en el trabajo de caridad, y bajo su dirección, la ATA comenzó a apoyar numerosas causas y organizaciones, incluyendo la Asociación de Distrofia Muscular (Muscular Dystrophy Association), Susan G. Komen Race for the Cure, el Hospital Infantil de Arkansas (Arkansas Children’s Hospital), y las Olimpiadas Adaptadas de Arkansas. Además, estableció la Fundación de Becas H. U. Lee en 1991 para proporcionar fondos universitarios a estudiantes de buen promedio. Lee recibió una serie de premios tanto en la ciudad como en la estado a través de los años, incluyendo el Arkansas Business High Profile Award en 1988, el Kaleidoscope Award en 1994, y el Crystal Award en 1996. En 1997, fue nombrado miembro de la Comisión Atlética de Arkansas en reconocimiento a su destacado papel en la promoción de los deportes de Arkansas.
El 5 de octubre de 2000, falleció después de una batalla contra el cáncer. Casi 3.000 personas asistieron a su funeral en Little Rock, y el presidente Bill Clinton envió sus condolencias personales en una carta entregada por el alcalde de la ciudad, Jim Dailey. La H. U. Lee Memorial Foundation continúa apoyando a la caridad de Lee otorgando becas universitarias anualmente en los Campeonatos Mundiales, que se llevan a cabo cada junio en Little Rock. En 2003, Lee recibió póstumamente el título de Gran Maestro Eterno (Eternal Grand Master), el más alto rango en el Songahm taekwondo.

## Nombre
| Haeng Ung Lee         | Haeng Ung Lee |
| --------------------- | ------------- |
| Hangul                | 이행웅        |
| Hanja                 | 李幸雄        |
| Romanización revisada | Yi Haeng-ung  |
| McCune-Reischauer     | Yi Haeng'ung  |